# Nižná Boca
Nižná Boca é um município da Eslováquia, situado no distrito de Liptovský Mikuláš, na região de Žilina. Tem 25,17 km² de área e sua população em 2018 foi estimada em 163 habitantes.

## Demografia
| Ano:        | 1994 | 2004   | 2014   | 2024   |
| ----------- | ---- | ------ | ------ | ------ |
| Broj ljudi: | 189  | 178    | 164    | 155    |
| Razlika:    |      | -5,82% | -7,86% | -5,48% |

| Ano:               | 2023 | 2024   |
| ------------------ | ---- | ------ |
| Número de pessoas: | 158  | 155    |
| Diferença:         |      | -1,89% |